# Maram al-Masri
Maram al-Masri (nacida en 1962) es una escritora siria que vive en París. Está considerada como "una de las voces femeninas más reconocidas y cautivadoras de su generación" en árabe, se dedica exclusivamente a la literatura y a la traducción.

## Biografía
Maram al-Masri nació en la ciudad costera de Latakia en el seno de una reconocida familia musulmana suní. Maram estudió Literatura Inglesa en Damasco,aunque interrumpió sus estudios cuando se enamoró de un hombre cristiano. La relación fracasó a causa de la oposición de la familia (ya que una mujer musulmana no puede casarse según la ley islámica con un hombre cristiano). En 1982, Maram al-Masri emigró a Francia, donde se casó con un sirio, del que se divorció más tarde. En su libro Le rapt cuenta como no había podido ver a su hijo durante 13 años, porque su padre se lo llevó a Siria después de que ella se volviera a casar. Además es madre de otros dos hijos con su marido francés, de quien también se separó.
Desde muy joven escribió poesía "para distinguirse de las demás chicas y llamar la atención", publicando en revistas literarias de Damasco. Su primera colección se publicó allí en 1984 bajo el título Te alerté con una paloma blanca, pero su salto al público se produjo en 1997 con el libro Una cereza roja sobre un suelo de baldosas blancas, publicado por el Ministerio de Cultura de Túnez, ya que fue considerado "demasiado erótico" por los editores sirios. En 2002, el libro fue traducido al español y publicado y tuvo una buena acogida, de modo que poco tiempo después aparecieron las versiones en inglés y francés. Así, Maram comenzó a publicar regularmente en el mercado francés y empezó a escribir poesía también en francés. Aunque sus escritos "no se dirigen al lector árabe porque su lengua y sus pensamientos son diferentes a los míos", la mayor parte de su obra sigue estando escrita en árabe estándar.
Su poesía ha sido descrita como “directa, sin adornos, y con énfasis en lo cotidiano”, donde la “utilización de metáforas simples, casi de niños, contrasta considerablemente con las convenciones de la poesía amorosa tradicional árabe. “Esta es una mujer que escribe sin reservas sobre sexo” y también “confiere a su poesía de una calidad fresca e inesperada. El periódico The Guardian la describió como una “poeta del amor cuyos versos no escatiman en hablar de la realidad del gozo y la implacabilidad del amor.
Además, de publicar regularmente en el mercado editorial español, algunos de sus libros han sido traducidos al italiano, al catalán y al corso, y con algunas muestras en alemán. Maram suele ser una invitada frecuente a los encuentros literarios en diversos países europeos, desde Irlanda a Italia. En su gira europea ha estado en Murcia y Cartagena ofreciendo recitales en árabe y español. 
Maram al- Masri ha mantenido una postura firma contra el régimen de Assad en Siria y considera que “cada persona decente está con la Revolución. Su libro de poesía Elle va nue, la liberté [Ella se ha desnudado, la libertad] (2014) está basada en las imágenes de las redes sociales de la guerra civil. A pesar de que ella se define como una atea, justifica el uso de los eslóganes religiosos en los levantamientos en Siria contra el régimen como un “último opio” que no se puede arrebatar a la gente que han sido brutalmente oprimidos por una dictadura.

## Premios y reconocimientos
Ha recibido varios premios, como el "Premio Adonis" del Foro Cultural Libanés, el "Premio Citta di Calopezzati" y el "Prix d'Automne 2007" de la Societe des gens de letters.

## Obras
- Te alerté con una paloma blanca (Andhartuka bi hamāmaẗ beidāʼ) (1984)

- Una cereza roja sobre un suelo de baldosas blancas [Karzaẗ ḥamrāʼ ʿalá balāṭ abyad] (2003)

- Te miro [Anẓuru ilayk] (2007)

- El regreso de Wallada [ʿAudaẗ Wallada] (2010)

- La libertad, viene desnuda [Elle va nue la liberté] (2014)

- El secuestro [Le rapt] (2015)